# Liste von Persönlichkeiten der Stadt Werdau

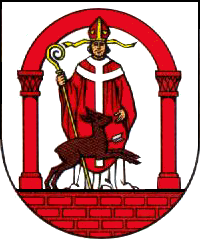
Wappen der Stadt Werdau

Die Liste der Persönlichkeiten der Stadt Werdau enthält Personen, die in der Geschichte der sächsischen Stadt Werdau eine nachhaltige Rolle gespielt haben. Es handelt sich dabei um Persönlichkeiten, denen die Ehrenbürgerschaft verliehen wurde, die hier geboren sind oder hier gewirkt haben.
Für die Persönlichkeiten aus den nach Werdau eingemeindeten Ortschaften siehe auch die entsprechenden Ortsartikel.

## Ehrenbürger
Ehrenbürger werden gegenwärtig durch den Werdauer Stadtrat auf Lebenszeit berufen. Personen, die sich in besonderem Maße um die Entwicklung der Stadt oder das Wohl ihrer Bürger verdient gemacht oder durch ihr Wirken das Ansehen der Stadt gemehrt haben, kann diese Ehrenauszeichnung verliehen werden. Die Stadt Werdau hat im Laufe ihrer Geschichte die Ehrenbürgerschaft u. a. an folgende Personen verliehen:
- Gottlob Leberecht Schulze (1779–1856), Theologe und Pädagoge
- 1865: Wolfgang Rietschel (1837–1874),  Mediziner und praktischer Arzt in Dresden, bekämpfte 1865 in Werdau erfolgreich eine Cholera-Epidemie
- 1895: Otto Fürst von Bismarck (1815–1898), Reichskanzler
- 1985: Heinz Lanzendorf (1920–2017), in Werdau lebender Maler und Grafiker[2]
- 1987: Lothar Rathmann (1927–2022), Geschichtsprofessor und Arabist[3]
- 2008: Friedrich Hermann Oettel (* 1937 in Werdau; † 6. Mai 2015 in Daytona, Florida)[4][5][6]
- 2011: Georg Hamburger (1941–2024)[7]

## Söhne und Töchter der Stadt
- Levin Buchius (1550–1613), Rechtsgelehrter
- Balthasar Crusius (1550–1630), Theologe, Lyriker und Dramatiker
- Caspar Löscher (1636–1718), Theologe
- Gotthard Schuster (1674–1761), protestantischer Kirchenlieddichter, geboren in Langenhessen
- Siegfried Leberecht Crusius (1738–1824), Buchhändler, Verleger und später Landwirt, geboren in Langenhessen
- Carl Leberecht Crusius (1740–1779), Kupferstecher und Illustrator, geboren in Langenhessen
- Johann Adam Gottlieb Kind (1747–1826), Rechtswissenschaftler, Richter und Hochschullehrer
- Gustav Meisel (1803–1857), Jurist und Politiker
- Johann Gotthilf Bärmig (1815–1899), Orgelbaumeister
- Alexis Peltz (1831–1894), sächsischer Rittergutsbesitzer und Parlamentarier, geboren in Weißenbrunn
- Alexander Stichart (1838–1896), deutscher Maler
- Karl Theodor Wilisch (1847–1935), Politiker, Bürgermeister von Annaberg, MdL
- Franz Tetzner (1863–1919), Pädagoge, Ethnologe, Schriftsteller und Publizist
- Ernst Graner (1865–1943), Landschafts- und Genremaler in Wien
- Hermann Müller (1868–1932), Politiker (SPD)
- Bernhard Wildenhain (1873–1957), Schauspieler und Regisseur
- Alexander Hoffmann (1879–1946), Betriebswirt und Hochschullehrer, geboren in Steinpleis
- Alfred Baum (1881–1947), Politiker (DVP)
- Fritz Schön (1881–nach 1939), deutsch-schweizerischer Kunstsammler
- Reinhard Hugershoff (1882–1941), Geodät und Luftbildpionier sowie Hochschullehrer an der Technischen Hochschule Dresden, geboren in Leubnitz
- Carl Heinz Wolff (1884–1942), Filmregisseur und Filmproduzent
- Johannes Bachmann (1890–1945), Admiral im Zweiten Weltkrieg, Landrat des Kreises Warburg
- Wilhelm Ritterbusch (1892–1981), politischer Funktionär der NSDAP, Generalkommissar z. b. V. in den Niederlanden und Leiter des Arbeitsbereiches Niederlande der NSDAP
- Kurt Weck (1892–1959), Politiker (SPD)
- Otto Ullrich (1894–1957), Kinderarzt, der sich mit Erbkrankheiten befasste
- Willibald Lichtenheldt (1901–1980), Ingenieur und Hochschullehrer
- Johannes Reichelt (1904–1995), Politiker (SPD), Abgeordneter im Landtag von Niedersachsen, geboren in Steinpleis
- Heinrich Bär (1905–unbekannt), NSDAP-Reichstagsabgeordneter
- Fritz Seidler (1907–1945), SS-Hauptsturmführer und Schutzhaftlagerführer in den Konzentrationslagern Auschwitz und Mauthausen-Gusen
- Hellmut Walter (1908–1991), NSDAP-Reichstagsabgeordneter, geboren in Steinpleis
- Helmut Wolf (1910–1994), Geodät
- Gerhard Weck (1913–1974), SPD-Politiker, Oberbürgermeister von Werdau, Verfolgter des Nationalsozialismus und des Stalinismus
- Rolf Markert (1914–1995), Politiker (KPD/SED), Widerstandskämpfer gegen das NS-Regime und Generalmajor des Ministeriums für Staatssicherheit
- Gerhard Reinhardt (1916–1989), Politiker und Widerstandskämpfer gegen den Nationalsozialismus
- Karl Günther Weiss (1917–2001), Jurist und Diplomat
- Heinz Klopfer (1919–2011), Staatssekretär im Ministerrat der Deutschen Demokratischen Republik
- Lothar Rathmann (1927–2022), Historiker, Arabist und Rektor der Karl-Marx-Universität Leipzig
- Gottfried Körner (1927–2015), Maler und Grafiker
- Manfred Barthel (1928–1989), Generalleutnant der Nationalen Volksarmee der Deutschen Demokratischen Republik
- Lothar Lang (1928–2013), Kunsthistoriker in der DDR
- Hans Krollmann (1929–2016), Jurist und SPD-Politiker
- Klaus Gäbler (* 1931), Parteifunktionär und Abteilungsleiter des ZK der SED in der DDR, geboren in Steinpleis
- Achim Beyer (1932–2009), Volkswirt und Oppositioneller im SED-Staat
- Inge Wunderlich (1933–2017), Malerin und Grafikerin
- Rainer Puchert (* 1934), Hörspielautor
- Werner Kirsch (1938–2017), Boxer und Boxtrainer
- Roland Geipel (* 1939), Bürgerrechtler
- Peter Feuchtenberger (* 1943), Oberst des Ministeriums für Staatssicherheit der Deutschen Demokratischen Republik
- Günter Liebold (* 1943), Radrennfahrer
- Eva Maria Schönfeld (* 1944), Politikerin (CDU), MdL
- Stefan Frauendorf (* 1945), Physiker
- Christoph Reichenbach (* 1950), Bildhauer, geboren im heutigen Stadtteil Steinpleis, lebt in Halle
- Magdalena Stoof (* 1951), Ägyptologin
- Gerda Haßler (* 1953), Sprachwissenschaftlerin und Romanistin, Professorin für Linguistik und angewandte Sprachwissenschaft an der Universität Potsdam
- Frank Matthias Kammel (* 1961), Kunsthistoriker und Generaldirektor des Bayerischen Nationalmuseums in München
- Andreas Weigel (* 1964), Politiker (SPD)
- Alexander Szelig (* 1966), ehemaliger Bobfahrer
- Torsten Bittermann (* 1968), Fußballspieler
- Axel Jang (* 1968), Bobsportler
- Antje Dietsch (* 1973), Richterin am Bundesgerichtshof
- Markus Oeser (* 1974), Bauingenieur, Präsident der Bundesanstalt für Straßenwesen
- Oliver von Knebel Doeberitz (1975–2023), Sprachwissenschaftler
- Patrick Jahn (* 1976), Pflegewissenschaftler und Hochschullehrer
- Stefan Petermann (* 1978), Autor
- Jan Löffler (* 1981), Politiker (CDU), seit 2009 Mitglied des Sächsischen Landtags
- Dana Glöß (* 1982), Radsportlerin
- Tim Schnelle (* 1982), Eishockeytorwart
- André Schietzold (* 1987), Eishockeyspieler
- Kristina vom Dorf (* 1987), Autorin, Bloggerin und Moderatorin
- Eric Wunderlich (* 1988), Eishockeyspieler
- Ines Schwerdtner (* 1989), Co-Bundesvorsitzende der Partei Die Linke
- Florian Riedel (* 1990), Fußballspieler
- Samantha Günther (* 1992), Jungdokumentarfilmerin
- Felix Maly (* 1994), Eisschnellläufer
- Sophie Jones (* 1995), Autorin und Aktivistin

## Persönlichkeiten mit Bezug zu Werdau
- Nicol Römer (um 1435–1493), sächsischer Kaufmann, Gewerke und Ratsherr in Zwickau, wurde mit Steinpleis belehnt
- Jobst Christoph von Römer (um 1588–1660), kursächsischer Oberforst- und Wildmeister im Erzgebirge sowie Oberaufseher der Zölle und Saale-Flößerei, Gutsbesitzer in Steinpleis und Weißenbrunn
- Wilhelm Ferdinand Bärensprung (1792–1855), ab 1838 Oberpfarrer und Superintendent in Werdau
- Alexander Lincke (1815–1864), Politiker, Bürgermeister von Werdau
- Gustav Moritz Franz (1816–1899), evangelischer Theologe, Hauslehrer in Langenhessen, zuletzt Superintendent in Annaberg und Dresden
- Adolph Temper (1827–1905), Politiker (NLP), MdR, MdL (Königreich Sachsen)
- Gustav Hermann Oelsner (1845–1912), Lehrbuchautor und Direktor der Höheren Webschule
- Georg Emil Müller (1857–1928), Orgelbaumeister und Harmonium Fabrikant
- August Horch (1868–1951), Maschinenbauingenieur und Gründer der Automobilbauunternehmen Horch und Audi, lebte 1945 in Langenhessen
- Arno Franz (1880–1930), Verlagsleiter und Schriftsteller, gestorben in Werdau
- Alfred Tröger (1898–1974), Maler und Grafiker
- Paul Kämpfe († nach 1935), MdL, Ortsgruppenleiter der NSDAP
- Heinz Lanzendorf (1920–2017), Maler und Grafiker, lebte und starb in Werdau
- Joachim Dorfmüller (* 1938), Musikpädagoge, Musikwissenschaftler, Pianist und Organist; wohnte 1945–1951 in Werdau, Markt 31
- Jürgen Golle (* 1942), Komponist und Hochschullehrer, besuchte in Steinpleis die Schule
- Wolfgang Enders (1951–2017), Politiker (CDU) und Mitglied des Sächsischen Landtages
- Sabine Zimmermann (* 1960), deutsche Politikerin (BSW, zuvor Die Linke)